# Katarzyna Nadziałek
Katarzyna Nadziałek est une joueuse de volley-ball polonaise née le 10 septembre 1988 à Ostrowiec Świętokrzyski. Elle mesure 1,81 m et joue au poste de passeuse.

## Clubs
| Club                             | De        | À         |
| -------------------------------- | --------- | --------- |
| AZS KSZO Ostrowiec Świętokrzyski |           | 2006-2007 |
| Jadar Politechnika Radom         | 2007-2008 | 2009-2010 |
| AZS KSZO Ostrowiec Świętokrzyski | 2010-2011 | 2010-2011 |
| PWSZ Karpaty Krosno              | 2011-2012 | 2013-2014 |
| PTPS Piła                        | 2014-2015 | 2014-2015 |
| ŁKS Łódź                         | 2015-2016 | 2015-2016 |
| Wisła Varsovie                   | 2016-2017 | 2017-2018 |
| KŚ AZS PŚ Gliwice                | 2018-2019 | 2018-2019 |
| Wisła Varsovie                   | 2019-2020 | …         |